# اقتصاد سنت پیر و میکلون
اقتصاد سنت پیر و میکلون بر مبنای سرانه ثروت مردمی یا قدرت خرید کل(PPP) در جایگاه ۳۵ جهان ایستاده و جزو قدرت های بالای خرید با نرخ تورم پایین محسوب می شود. به دلیل موقعیت جزایر به ماهیگیری و خدمات رسانی به ناوگان ماهیگیری در سواحل نیوفاوندلند وابسته است. با این حال به دلیل اختلافات با کشور کانادا بر سر سهمیه های ماهیگیری و کاهش تعداد کشتی هایی که در این جزایر لنگر می اندازند، اقتصاد کلی کمی رو به زوال بوده است. در سال ۱۹۹۲ یک هیئت داوری به این جزایر اعزام شد تا موقعیت کلی که بیشتر بر سر انحصار ماهیگیری بود را بسنجد و یک منطقه نسبتا بزرگ انحصاری برای این جزایر در نظر بگیرد که اتفاقا با موفقیت هایی نیز همراه بود و منطقه دریایی حدود ۱۲ هزار کیلومتر مربع به آنها اختصاص یافت.